# Manerinerina
Manerinerina is een plaats en commune in het noordwesten van Madagaskar, behorend tot het district Ambato Boeny, dat gelegen is in de regio Boeny. Tijdens een volkstelling in 2001 telde de plaats 16.239 inwoners.
Bij de plaats bevindt zich een lokaal vliegveld. In de plaats is basisonderwijs en voortgezet onderwijs voor jongeren en ouderen beschikbaar. Tevens beschikt de stad over een eigen ziekenhuis. 50 % van de bevolking werkt als landbouwer, 45 % houdt zich bezig met veeteelt en 3 % verdient zijn brood als visser. Het belangrijkste landbouwproduct is rijst; andere belangrijke producten zijn pinda's, katoen en cowpea's. Verder is 2% actief in de dienstensector.